# 김원형 (프로게이머)
김원형(1992년 8월 2일 ~ )은 대한민국의 전직 스타크래프트 II 프로게이머이다. 아이디는 TAiLS이며 주 종족은 프로토스이다.
스타크래프트1 준프로게이머였으며, 현재 스타크래프트2 MVP 프로게임단에서 좋은 모습을 보이고 있다.
2014년 8월 1일부로 MVP와 결별하였다.
2014년 9월 22일 Invasion eSport에 입단했다.
2014년 12월 18일부로 팀을 탈퇴, 무소속 신분이 되었다.
2015년 3월 15일부로 은퇴하였다.

## 주요 기록
- 2010 제58회 스타크래프트 준프로게이머 선발전 입상
- 2011 PEPSI 글로벌 스타크래프트 II 리그 July Code A 16강
- 2011 PEPSI 글로벌 스타크래프트 II 리그 Aug. Code A 32강
- 2011 IGN ProLeague Season 4 UK Qualifier 준우승
- 2012 무슈제이 2012 글로벌 스타크래프트 II 리그 시즌 3 Code A 48강
- 2012 핫식스 2012 글로벌 스타크래프트 II 리그 시즌 5 Code A 48강
- 2012 G-League Season 1 우승
- 2013 WCS 유럽 시즌1 챌린저리그 24강
- 2013 WCS 유럽 시즌 2 프리미어리그 32강
- 2013 WCS 유럽 시즌 2 챌린저리그 24강
- 2013 WCS 유럽 시즌 3 프리미어리그 32강
- 2013 WCS 유럽 시즌 3 챌린저리그 40강
- 2014 WCS 코리아 시즌 2 핫식스 글로벌 스타크래프트 II 리그 코드 S 32강
- ESET Masters 2013 32강
- 2014 WCS 코리아 시즌 3 핫식스 글로벌 스타크래프트 II 리그 코드 A 48강